# Ele Opeloge
Ele Opeloge (* 11. Juli 1985 in Vaoala) ist eine samoanische Gewichtheberin. Ihr größter internationaler Erfolg war der Gewinn einer Silbermedaille bei den Olympischen Sommerspielen 2008.

## Karriere
Ele Opeloge ist eine von fünf Geschwistern, die international für Samoa als Gewichtheber antreten. Sie nahm als Fahnenträgerin ihres Landes an den Olympischen Sommerspielen 2008 teil, wobei sie zunächst den vierten Rang in der Kategorie ab 75 kg mit einer persönlichen Bestleistung von 269 kg erringen konnte. Im August 2016 wurde bei einer groß angelegten Nachüberprüfung der Sportler von 2008 festgestellt, dass sich die bisherigen Silber- und Bronzesiegerinnen, die Ukrainerin Olha Korobka und die Kasachin Marija Grabowezkaja ihre Erfolge mittels Doping erschlichen hatten. Daraufhin wurden beide disqualifiziert und ihre Medaillen neu verteilt. Ele Opeloge erhielt Silber und wurde damit zur ersten Medaillengewinnerin ihres Heimatlandes.
Bei den Weltmeisterschaften 2007 wurde sie Elfte mit 250 kg. Ele Opeloge gewann zwei Goldmedaillen bei den Ozeanienmeisterschaften 2007 und 2008 und die Silbermedaille 2006. 2010 gewann sie die Goldmedaille bei den Commonwealth Games in Delhi und steigerte dabei ihre persönliche Bestleistung auf 285 kg (125 kg + 160 kg), 2012 belegte sie den 6. Platz bei den Olympischen Spielen in London.